# All That Remains
All That Remains es una banda estadounidense de metalcore formada en Springfield, Massachusetts. Fue creada originalmente en 1998, como un proyecto paralelo de Philip Labonte cuando este aún era el cantante de Shadows Fall. Después de ser reemplazado por Brian Fair, Labonte convirtió a ATR en su proyecto principal.
La canción "Six" aparece en el videojuego para PlayStation 2 y XBOX 360 Guitar Hero II. La canción "This Calling" hace parte de la banda sonora de Saw III, también hace una aparición en el material descargable del videojuego Rock Band ahí hace aparición "Chiron", "Two Weeks", "Forever in your Hands"
y la mencionada "This Calling". Cabe mencionar que en Rock Band Network hacen aparición 2 canciones más, "Days Without" y "Undone".

## Historia

### Formación, el álbum debut yThis Darkened Heart(1998-2005)
Phil Labonte, el vocalista de All That Remains, fue originalmente el vocalista de Shadows Fall y apareció en el clásico álbum Somber Eyes to the Sky. Sin embargo, poco después se retira de este último grupo, alegando "diferencias musicales". Phil se centra entonces en All That Remains, un proyecto paralelo que había estado trabajando antes de salir. Phil ha sido conocido por apoyar actos de Boston, como Widow Sunday, Bury Your Dead y Cannae. La banda lanzó su álbum debut, Behind Silence and Solitude el 26 de marzo de 2002 a través de Prosthetic Records. El estilo del álbum difiere de su actual estilo musical del metalcore, y más prominente contiene elementos de melodic death metal. Fue también el lanzamiento solamente del grupo con los miembros originales Chris Egan y Dan Bartlett.
Su segundo álbum, This Darkened Heart fue lanzado el 23 de marzo de 2004 hasta el Prosthetic Records. Producido por el guitarrista de Killswitch Engage Adam Dutkiewicz, el álbum contó con una mejor producción en comparación con su predecesor. Los tres sencillos que se publicaron del álbum que son "This Darkened Heart", "Tattered on My Sleeve" y "The Deepest Gray". Los videos musicales fueron creados para los tres.

### The Fall of Ideals(2006-2008)
Su tercer álbum The Fall of Ideals fue lanzado el 11 de julio de 2006 a través de Prosthetic Records. Una vez más, el álbum fue producido por Adam Dutkiewicz. El álbum también se considera que el lanzamiento de la banda adelanto, ya que entró en el listas de Billboard 200 en el número 75, vendiendo casi 13 000 copias en su primera semana. "This Calling" fue lanzado como primer sencillo del álbum. Dos videos musicales fueron creados, con la incorporación de un material de Saw III (ya que fue la canción principal de banda sonora de la película). Un video musical fue realizado para el segundo sencillo del álbum "The Air That I Breathe". La banda también fue parte del Ozzfest 2006. La canción "Six" aparece en Guitar Hero II. El 20 de junio de 2007, se anunció que The Fall of Ideals ha superado los 100.000 ventas en los Estados Unidos. Un video musical de tercer sencillo del álbum, "Not Alone" fue filmado el 4 de julio y fue lanzado el 10 de septiembre de 2007. En 2007, tocaron en Wacken Open Air en Wacken, Alemania con un gran éxito. El 30 de noviembre de 2007, de All That Remains lanzaron un CD/DVD álbum en vivo titulado All That Remains Live.
A principios de 2008, se embarcaron en un tour con el apoyo de Chimaira y BlackTide con Divine Heresy y Light This City la división de la ranura de la apertura de gira. Five Finger Death Punch como se supone que tocarían, pero cayó antes del comienzo de la gira debido a problemas vocales. Más tarde ese verano All That Remains apareció en el tramo del Medio Oeste de Van Warped Tour 2008.

### Overcome(2008-2010)
La banda visitó los estudios Audiohammer en mayo de 2008 para grabar su cuarto álbum de estudio, titulado Overcome, con el productor Jason Suecof. El álbum fue lanzado el 16 de septiembre de 2008, con los críticos dando críticas variadas debido a su sonido más convencional, muchos afirmando que la banda ha puesto a centrarse en melodías pegadizas y no técnicos riffs de heavy metal. La canción de Chiron fue lanzado como el primer sencillo del álbum y un video fue producido para él. Dos sencillos del álbum ("Chiron" y "Two Weeks") también fueron lanzados para Rock Band como contenido descargable, junto con "This Calling". La banda lanzó un video para "TwoWeeks" en octubre. Two Weeks también apareció como una descarga gratuita reproducible en el popular juego de iPhone OS, Tap Tap Revenge 2. El 10 de junio, AllThatRemains comenzó a viajar en el Rockstar Mayhem Festival, jugando el escenario Jägermeister, junto con God Forbid y el estelar Trivium.
El 12 de abril de 2009, Phil Labonte publicó en su Twitter que estaba grabando algo en el estudio de ese mismo día con (al menos) Oli y Mike. esto resultó ser la versión acústica de "Forever in Your Hands". El 29 de junio de 2009, el baterista Jason Costa se fracturó la mano. La banda contrató temporalmente el baterista Tony Laureano (Dimmu Borgir, Nile) en honor a su compromiso con el 2009 Rockstar Energy de Mayhem Festival.
El 29 de septiembre de 2010, de All That Remains anunció el "The Napalm and Noise Tour", que tendrá lugar del 23 de noviembre 21 de diciembre. Serán cotitulares con The Devil Wears Prada, y con el apoyo de Story of the Year y Haste The Day.
El 7 de octubre de 2009, de All That Remains publicó el video musical de su sencillo "Forever In Your Hands". También dio a conocer en el día de hoy se puede descargar gratuitamente del bonus track de Japan "Frozen" del álbum Overcome.
En enero de 2011, All That Remains ganó los máximos honores en el Hard Rock / Metal categoría en la 9.ª Entrega Anual del Independent Music Awards para el álbum.

### For We Are Many(2010)
All That Remains anunció sus planes para comenzar a grabar un nuevo álbum, que comenzó en abril de 2010. La banda más tarde se confirmó que se lanzará a finales de año con Adam Dutkiewicz como el productor elegido. El álbum fue lanzado el 12 de octubre de 2010. El 8 de junio de 2010, All That Remains estrenó la canción "For We Are Many" durante una presentación en Burlington, VT actualmente bajo el título de "Dem Trims". Del 18 de agosto al 6 de septiembre, una descarga gratuita de la canción principal, "For We Are Many", estaba disponible en el sitio web de la banda después de la suscripción a su lista de correo.
El 6 de octubre de 2010, de All That Remains publicó un vídeo musical para el sencillo "Hold On".
"For We Are Many" debutó en el número 10 en el Billboard 200, vendiendo un poco más de 29.000 copias en su primera semana.
Un video musical fue lanzado para "The Last Time" el 1 de abril de 2011.

### A War You Can Not Win(2012-presente)
El 25 de enero de 2012, el vocalista Philip Labonte declaró a través de Facebook que la banda estaba trabajando en nuevo material. El 21 de junio, se reveló que su próximo sexto álbum de estudio se titula «A War You Can Not Win» y este fue lanzado en septiembre de 2012, recibiendo críticas mayoritariamente negativas.

### Muerte de Oli Herbert
El 17 de octubre de 2018 por medio de la cuenta de Instagram de la banda, se hizo pública la noticia del fallecimiento del guitarrista y fundador de la banda Olie Herbert. Las causas de su deceso aún son desconocidas:

Estábamos devastados al saber que Oli Herbert, nuestro amigo, guitarrista y miembro fundador de All That Remains, ha fallecido.
Oli fue un guitarrista y compositor increíblemente talentoso que definió el rock y el metal del noreste. Su impacto en los géneros y nuestras vidas continuará indefinidamente.
No hay más detalles disponibles en este momento. La banda y la familia le piden que respete su privacidad y recuerde a Oli celebrando la excelente música que hizo.

## Miembros
- Philip Labonte - vocales (exmiembro de Perpetual Doom y de Shadows Fall) [desde 2000]
- Mike Martin - guitarra rítmica [desde 2004]
- Matt Deis – bajo (CKY) [2004-2005 desde 2022]
- Jason Costa - batería (exmiembro de Diecast) [desde 2007]
- Jason Richardson - guitarra líder (exmiembro de All Shall Perish, Born of Osiris y Chelsea Grin) [desde 2018]

### Antiguos miembros
- Oli Herbert - guitarra (2000-2018)
- Jeanne Sagan - bajo, coros (2006–2015)
- Chris Bartlett – guitarra [1999-2003]

- Josh Venn – bajo (She Is a Liar, Blood Has Been Shed) [2006]
- Dan Egan – bajo (Hotblack) [1999-2003]
- Mike Bartlett – batería [1999-2006]
- Colin "Beaulieu" Conway – batería (en directo) (Frozen)
- Shannon Lucas – batería (The Black Dahlia Murder, Mensrea)
- Tim Yeung – batería (en directo) (Divine Heresy, World Under Blood, Hate Eternal,
- Aaron Patrick - bajo (exmiembro de Bury Your Dead) [desde 2015 -2021]

Morbid Angel)

## Discografía

### Álbumes
| Fecha de Lanzamiento     | Título                      | Sello               | Ventas en USA |
| 26 de marzo de 2002      | Behind Silence and Solitude | Prosthetic Records  | 99 000        |
| 23 de marzo de 2004      | This Darkened Heart         | Prosthetic Records  | 177 000       |
| 11 de julio de 2006      | The Fall of Ideals          | Prosthetic Records  | 375 000       |
| 16 de septiembre de 2008 | Overcome                    | Prosthetic Records  | 953 000       |
| 12 de octubre de 2010    | For We Are Many             | Prosthetic Records  | –             |
| 6 de noviembre de 2012   | A War You Cannot Win        | Prosthetic Records  | TBA           |
| 29 de febrero de 2015    | The Order of Things         | Razor & Tie         | –             |
| 28 de abril de 2017      | Madness                     | Razor & Tie         | TBA           |
| 9 de noviembre de 2018   | Victim of the New Disease   | Razor & Tie         | TBA           |
| 31 de enero de 2025      | Antifragile                 | Sello independiente | –             |

### Sencillos
| Año                                         | Título                   | Lista de calificaciones | Lista de calificaciones | Lista de calificaciones | álbum               |
| Año                                         | Título                   | US Alt.                 | US Main.                | US Rock                 | álbum               |
| ------------------------------------------- | ------------------------ | ----------------------- | ----------------------- | ----------------------- | ------------------- |
| 2004                                        | "The Deepest Gray"       | —                       | —                       | —                       | This Darkened Heart |
| 2004                                        | "This Darkened Heart"    | —                       | —                       | —                       | This Darkened Heart |
| 2005                                        | "Tattered on My Sleeve"  | —                       | —                       | —                       | This Darkened Heart |
| 2006                                        | "This Calling"           | —                       | —                       | —                       | The Fall of Ideals  |
| 2006                                        | "The Air That I Breathe" | —                       | —                       | —                       | The Fall of Ideals  |
| 2007                                        | "Not Alone"              | —                       | —                       | —                       | The Fall of Ideals  |
| 2008                                        | "Chiron"                 | —                       | —                       | —                       | Overcome            |
| 2008                                        | "Two Weeks"              | 38                      | 9                       | 41                      | Overcome            |
| 2009                                        | "Forever in Your Hands"  | —                       | 14                      | 33                      | Overcome            |
| 2010                                        | "Hold On"                | —                       | 10                      | 27                      | For We Are Many     |
| 2011                                        | "The Last Time"          | —                       | —                       | —                       | For We Are Many     |
| 2017                                        | "Madness"                | —                       | ─                       | ─                       | Madness             |
| 2017                                        | "Safe House"             | —                       | —                       | —                       | Madness             |
| 2024                                        | "Divine"                 |                         |                         |                         |                     |
| "—" indica un comunicado de que no gráfico. |                          |                         |                         |                         |                     |

### Video álbumes
| Año  | Álbum                                                                                                |
| ---- | --- |
| 2007 | All That Remains: Live - Publicado: 30 de octubre de 2007 - Discográfica: Prosthetic - Formatos: DVD |